# Султакай (река)
Султакай — река в России, протекает в Александровском районе Оренбургской области. Правый приток реки Молочай.

## География
Река Султакай берёт начало у села Юртаево. Течёт на юг и впадает в Молочай ниже села Султакай. Устье реки находится в 22 км по правому берегу реки Молочай. Длина реки составляет 15 км.

## Данные водного реестра
По данным государственного водного реестра России относится к Нижневолжскому бассейновому округу, водохозяйственный участок реки — Самара от Сорочинского гидроузла до водомерного поста у села Елшанка, речной подбассейн реки — Подбассейн отсутствует. Речной бассейн реки — Волга от верховий Куйбышевского вдхр. до впадения в Каспий.
По данным геоинформационной системы водохозяйственного районирования территории РФ, подготовленной Федеральным агентством водных ресурсов:
- Код водного объекта в государственном водном реестре — 11010001012112100006822
- Код по гидрологической изученности (ГИ) — 112100682
- Код бассейна — 11.01.00.010
- Номер тома по ГИ — 12
- Выпуск по ГИ — 1